# Daniel Lyngdorf Vinka
Daniel Kjell Jerker Lyngdorf Vinka, tidigare Holst, född 3 juli 1994 i Täby församling, Stockholms län, är en samisk politiker, som är Sametingets ordförande sedan 2021. Han har varit ledamot i sametingets plenum sedan 2017 och var även ordförande för sameföreningen i Stockholm mellan 2021 och 2022.

## Uppväxt och utbildning
Daniel Lyngdorf Vinkas familj har rötter i Tärnaby i Västerbotten. Han är född i Stockholm men växte upp till stor del i Skåne. Han har en civilingenjörsexamen i industriell ekonomi från Umeå Universitet.